# Eparquía de Asiut
La eparquía de Asiut o eparquía de Licópolis (en latín: Eparchia Lycopolitana y en árabe: ابرشية أسيوط‎) es una circunscripción eclesiástica de la Iglesia católica en Egipto. Se trata de una eparquía copta, sufragánea del patriarcado de Alejandría de los coptos católicos. Desde el 23 de septiembre de 2022 su eparca es Danial Lofty Kella.

## Territorio y organización
La eparquía extiende su jurisdicción sobre los fieles católicos de rito alejandrino copto residentes en parte de la gobernación de Asiut, comprendiendo los centros de: Abū Tīj, Al-Badārī, Al-Fatḥ, Al-Ghanāyim, Asyūṭ, Madīnat Asyūṭ al-Jadīdah, Sāḥīl Salim y Ṣidfa.
La sede de la eparquía se encuentra en la ciudad de Asiut, en donde se halla la Catedral de la Madre del Divino Amor.
En 2022 en la eparquía existían 28 parroquias:
- Asiut: catedral Madre del Amor Divino
- Asiut: San Antonio el Grande
- Asiut: Estigmas de San Francisco
- Asiut (El Hamra): Santísima Virgen
- Asiut (Deir Dronka): Nuestra Señora de la Asunción
- Asiut (Deir Dronka): San Jorge
- Asiut (Nag 'Rezek): Santísima Virgen
- Al-Fatḥ/El Nasserya: Nuestra Señora de la Misericordia
- Al-Fatḥ/El Wasta: Santísima Virgen
- Al-Fatḥ/Dile a Awlad Serag: San Jorge
- Sāḥīl Salim/Bouet: Santísima Virgen
- Sāḥīl Salim/Nazlet Sohroub: Santísima Virgen
- Abū Tīj: San Jorge
- Abū Tīj/El Nekheila: Santísima Virgen
- Abū Tīj/El Zarabi: Santísima Virgen
- Abū Tīj/Abu Khors: Santísima Virgen
- Abū Tīj/El Balaza: San Jorge
- Ṣidfa: Santísima Virgen
- Ṣidfa/Beni Feiz: Santísima Virgen
- Ṣidfa/Kom Esfaht: Santísima Virgen
- Ṣidfa/Kom Abu Hagar: San Jorge
- Ṣidfa/El Schanayna: San Jorge
- Ṣidfa/Berba: Sagrada Familia
- Al-Ghanāyim: Santísima Virgen
- Al-Ghanāyim/El Machayha: San José
- Al-Ghanāyim/Deir-el Ganadla: Santísima Virgen
- Al-Ghanāyim/Al-Azaïza: Santísima Virgen
- Al-Ghanāyim/Deir-el Ganadla: Santísima Virgen

## Historia
La eparquía fue erigida el 10 de agosto de 1947 mediante la bula Ex Petri Cathedra del papa Pío XII, separando territorio de la eparquía de Luxor.

Eparchia Thebana territorii partem dismembramus, quam in novam pro Coptis catholicis Alexandrini ritus Eparchiam erigimus et constituimus, quam ab urbe Lycopoli, vulgo Assiut, in qua sedem episcopalem figimus, Lycopolitanam nuncupandam decernimus, et Patriarchatui Alexandrino Coptorum suffraganeam subiicimus.

Su jurisdicción inicial fue entre los paralelos 28° N y 27° N (desde Mallaoui al norte a Ṣidfa al sur) y entre el mar Rojo y el desierto de Libia:

Novae huius Eparchiae fines hi erunt: ad septentrionem Eparchia Hermopolitana (gr. 28° latit.); ad orientem Mare Rubrum; ad meridiem Eparchia Thebana (gr. 27° latit.); ad occasum Desertum Libycum.

El 15 de julio de 1949 el decreto Ad quaecumque de la Congregación para las Iglesias Orientales corrigió el límite norte de la nueva eparquía ya que en la bula Ex Petri Cathedra no se había tenido en cuenta que el límite sur de la eparquía de Menia no era el paralelo 28° N, sino que el paralelo que pasa inmediatamente al sur de Saqiyat Moussa (aprox. 27.52° N).
El 16 de mayo de 1990 transfirió una parte de su territorio a la eparquía de Menia para ajustar ambas eparquías a los límites civiles.
El 23 de septiembre de 2022 cedió la parte norte de su territorio (centros de Al-Qūṣiyah, Abnūb, Dayrūṭ y Manfalūṭ.) para la erección de la eparquía de Al Qusia por el patriarca Ibrahim Sedrak.

## Estadísticas
Según el Anuario Pontificio 2023 la eparquía tenía a fines de 2022 un total de 26 670 fieles bautizados.
| 1948 | 17 065 | 2 574 585 | 0.7 | 54 | 37 | 17 | 316 |    | 14 |    | 12 |                                                                                 |                                                                                 |                                                                                 |                                                                                 |                                                                                 |                                                                                 |                                                                                 |                                                                                 |                                                                                 |                                                                                 |                                                                                 |                                                                                 |
| 1959 | 19 910 | 1 605 000 | 1.2 | 24 | 21 | 3  | 829 |    | 6  | 69 | 28 |                                                                                 |                                                                                 |                                                                                 |                                                                                 |                                                                                 |                                                                                 |                                                                                 |                                                                                 |                                                                                 |                                                                                 |                                                                                 |                                                                                 |
| 1970 | ?      | 1 850 000 | ?   | 40 | 33 | 7  | ?   |    | 8  | 45 | 32 |                                                                                 |                                                                                 |                                                                                 |                                                                                 |                                                                                 |                                                                                 |                                                                                 |                                                                                 |                                                                                 |                                                                                 |                                                                                 |                                                                                 |
| 1980 | 34 700 | ?         | ?   | 39 | 35 | 4  | 889 |    | 4  | 61 | 46 |                                                                                 |                                                                                 |                                                                                 |                                                                                 |                                                                                 |                                                                                 |                                                                                 |                                                                                 |                                                                                 |                                                                                 |                                                                                 |                                                                                 |
| 1990 | 30 000 | ?         | ?   | 44 | 37 | 7  | 681 |    | 23 | 53 | 41 |                                                                                 |                                                                                 |                                                                                 |                                                                                 |                                                                                 |                                                                                 |                                                                                 |                                                                                 |                                                                                 |                                                                                 |                                                                                 |                                                                                 |
| 1999 | 35 000 | ?         | ?   | 56 | 51 | 5  | 625 |    | 6  | 52 | 41 |                                                                                 |                                                                                 |                                                                                 |                                                                                 |                                                                                 |                                                                                 |                                                                                 |                                                                                 |                                                                                 |                                                                                 |                                                                                 |                                                                                 |
| 2000 | 35 500 | ?         | ?   | 53 | 48 | 5  | 669 |    | 6  | 55 | 41 |                                                                                 |                                                                                 |                                                                                 |                                                                                 |                                                                                 |                                                                                 |                                                                                 |                                                                                 |                                                                                 |                                                                                 |                                                                                 |                                                                                 |
| 2001 | 45 000 | ?         | ?   | 57 | 51 | 6  | 789 |    | 7  | 55 | 41 |                                                                                 |                                                                                 |                                                                                 |                                                                                 |                                                                                 |                                                                                 |                                                                                 |                                                                                 |                                                                                 |                                                                                 |                                                                                 |                                                                                 |
| 2002 | 45 000 | ?         | ?   | 56 | 51 | 5  | 803 | 10 | 7  | 56 | 41 |                                                                                 |                                                                                 |                                                                                 |                                                                                 |                                                                                 |                                                                                 |                                                                                 |                                                                                 |                                                                                 |                                                                                 |                                                                                 |                                                                                 |
| 2003 | 45 000 | ?         | ?   | 56 | 51 | 5  | 803 |    | 5  | 53 | 41 |                                                                                 |                                                                                 |                                                                                 |                                                                                 |                                                                                 |                                                                                 |                                                                                 |                                                                                 |                                                                                 |                                                                                 |                                                                                 |                                                                                 |
| 2004 | 45 000 | ?         | ?   | 57 | 52 | 5  | 789 |    | 5  | 59 | 41 |                                                                                 |                                                                                 |                                                                                 |                                                                                 |                                                                                 |                                                                                 |                                                                                 |                                                                                 |                                                                                 |                                                                                 |                                                                                 |                                                                                 |
| 2006 | 50 000 | ?         | ?   | 54 | 49 | 5  | 925 |    | 5  | 60 | 41 |                                                                                 |                                                                                 |                                                                                 |                                                                                 |                                                                                 |                                                                                 |                                                                                 |                                                                                 |                                                                                 |                                                                                 |                                                                                 |                                                                                 |
| 2009 | 50 000 | ?         | ?   | 58 | 53 | 5  | 862 |    | 5  | 65 | 39 |                                                                                 |                                                                                 |                                                                                 |                                                                                 |                                                                                 |                                                                                 |                                                                                 |                                                                                 |                                                                                 |                                                                                 |                                                                                 |                                                                                 |
| 2012 | 50 000 | ?         | ?   | 53 | 47 | 6  | 943 |    | 6  | 60 | 39 |                                                                                 |                                                                                 |                                                                                 |                                                                                 |                                                                                 |                                                                                 |                                                                                 |                                                                                 |                                                                                 |                                                                                 |                                                                                 |                                                                                 |
| 2015 | 51 000 | ?         | ?   | 54 | 48 | 6  | 944 |    | 7  | 60 | 40 |                                                                                 |                                                                                 |                                                                                 |                                                                                 |                                                                                 |                                                                                 |                                                                                 |                                                                                 |                                                                                 |                                                                                 |                                                                                 |                                                                                 |
| 2018 | 53 000 | ?         | ?   | 55 | 48 | 7  | 963 |    | 8  | 60 | 41 |                                                                                 |                                                                                 |                                                                                 |                                                                                 |                                                                                 |                                                                                 |                                                                                 |                                                                                 |                                                                                 |                                                                                 |                                                                                 |                                                                                 |
| 2020 | 54 000 | ?         | ?   | 55 | 49 | 6  | 981 |    | 7  | 58 | 41 |                                                                                 |                                                                                 |                                                                                 |                                                                                 |                                                                                 |                                                                                 |                                                                                 |                                                                                 |                                                                                 |                                                                                 |                                                                                 |                                                                                 |
| 2022 | 26 670 | ?         | ?   | 34 | 31 | 3  | 784 |    | 5  | 60 | 28 | Fuente: Catholic-Hierarchy, que a su vez toma los datos del Anuario Pontificio. | Fuente: Catholic-Hierarchy, que a su vez toma los datos del Anuario Pontificio. | Fuente: Catholic-Hierarchy, que a su vez toma los datos del Anuario Pontificio. | Fuente: Catholic-Hierarchy, que a su vez toma los datos del Anuario Pontificio. | Fuente: Catholic-Hierarchy, que a su vez toma los datos del Anuario Pontificio. | Fuente: Catholic-Hierarchy, que a su vez toma los datos del Anuario Pontificio. | Fuente: Catholic-Hierarchy, que a su vez toma los datos del Anuario Pontificio. | Fuente: Catholic-Hierarchy, que a su vez toma los datos del Anuario Pontificio. | Fuente: Catholic-Hierarchy, que a su vez toma los datos del Anuario Pontificio. | Fuente: Catholic-Hierarchy, que a su vez toma los datos del Anuario Pontificio. | Fuente: Catholic-Hierarchy, que a su vez toma los datos del Anuario Pontificio. | Fuente: Catholic-Hierarchy, que a su vez toma los datos del Anuario Pontificio. |

## Episcopologio
- Alexandros Scandar † (9 de agosto de 1947-29 de diciembre de 1964 falleció)
- Youhanna Nueir, O.F.M. † (26 de marzo de 1965-20 de marzo de 1990 retirado)
- Kyrillos Kamal William Samaan, O.F.M. † (16 de mayo de 1990-3 de noviembre de 2021, retirado)
- Danial Lofty Kella, desde el 23 de septiembre de 2022